# 이기승 (1872년)
이기승(李基升, 일본식 이름: 山村基升야마무라 기쇼, 1872년 5월 30일~1953년 1월 2일)은 일제강점기의 충청남도 지역 유지이며 자본가이다.

## 생애
충남 서산의 명망 있는 집안에서 태어나, 한일 병합 조약 체결 전까지 상업에 종사했던 인물이었다. 1906년 일본에 산업 시찰을 다녀온 뒤, 이 경험을 바탕으로 1908년 서산군 태안면(현 태안군)에 화림농장을 설립해 농사 개량과 조림 사업에 주력했다. 교육에도 관심을 보여 태안초등학교의 전신인 화양의숙을 세우기도 했다.
한일 병합 후에는 호남은행의 감사역과 취체역에 올랐고, 태안지방금융조합 조합장, 태안소방조합 부조합장, 태안위생조합 부조합장을 맡는 등 이 지역의 유지로 활동했다. 태안에서 과수, 채소, 묘목을 재배하고 양잠도 실시해 견직물을 생산하여 각종 품평회와 박람회에서 많은 포상을 받았다. 조선총독부로부터도 여러차례 표창과 상을 받았고, 1915년에는 일본 정부가 주는 다이쇼기념대례장도 받았다.
1921년에는 조선총독부 산업조사위원회 위원에 임명되었는데, 이를 계기로 산업 분야 뿐 아니라 공직에도 진출하게 되었다. 조선총독부는 식민지 경제지배 체제의 방향을 제시하기 위해 설립한 산업조사위원회에 조선인 위원 10명이 포함시켰고, 포함된 이들은 모두 대자본가나 대지주였다. 이후 충남 수산회장, 충남 농회 부회장과 특별위원을 지냈으며, 1928년과 1929년 일본 황실의 연회에 거듭 초대되는 등 영향력을 인정 받았다. 특히 1929년 도쿄에서 열린 국화어연에는 조선인 민간인으로서는 유일하게 초청을 받았다.
1930년 조선총독부 중추원 참의에 임명되어 1936년까지 재직했다. 중추원 참의로 있으면서 서면으로 제출한 중추원 회의 답신서를 통해 총독 정치를 찬양하였고, 문맹률이 높고 교육 정도가 낮은 조선에서 화랑도와 같은 고유 종교는 미신에 빠질 우려가 많다는 의견을 낸 바 있다. 1935년 조선총독부가 총독부의 조선 통치를 도운 공로자 353명을 뽑아 펴낸 《조선공로자명감》에는 "시세를 잘 파악하여 그 추이를 잘 순응하여 우리 조선통치에 관해서 그 방향을 잘 아는" 인물인 것으로 평이 실려 있다.
광복 후 1949년 반민족행위특별조사위원회에 체포되었으나, 이미 반민특위 활동이 무력해진 뒤였기에 곧 기소유예 처분을 받아 풀려났다. 심문과정에서 이기승은 자신이 중추원 참의로 발탁된 경위를 전혀 알지 못한다고 진술하고, 회의에는 강요에 의해 한차례 참석했으나 일본어를 잘 하지 못해 앉아만 있다 왔다고 말했다.

## 사후
2002년 발표된 친일파 708인 명단과 2008년 공개된 민족문제연구소의 친일인명사전 수록예정자 명단에 모두 포함되었고, 2007년 대한민국 친일반민족행위진상규명위원회가 발표한 친일반민족행위 195인 명단에도 선정되었다.

## 같이 보기
- 조선총독부 중추원

## 참고자료
- 친일반민족행위진상규명위원회 (2007년 12월). 〈이기승〉 (PDF). 《2007년도 조사보고서 II - 친일반민족행위결정이유서》. 서울. 743~757쪽쪽. 발간등록번호 11-1560010-0000002-10. [깨진 링크(과거 내용 찾기)]
- 태안군청. “태안군지 > 성씨/인물 > 제4절 사회사업가(社會事業家)”. 2008년 1월 14일에 확인함.[깨진 링크(과거 내용 찾기)]
- 반민족행위특별조사위원회, 〈피의자 심문조서 - 이기승[깨진 링크(과거 내용 찾기)]〉 (1949년 8월 5일)